# Walkerella kurandensis
Walkerella kurandensis (лат.) — вид паразитических наездников из семейства Pteromalidae (Otitesellinae) отряда перепончатокрылые насекомые. Встречаются в Азии (Индия, Тайвань) и Австралии

## Описание
Ассоциированы с фикусом Ficus microcarpa. От близких видов отличаются скапусом самок (он в 6 раз длиннее своей ширины) и метасомой равной по длине мезосоме. Кроме того, у их головы развита задняя головная бороздка, а у самцов жёлтое брюшко и пронотум длиннее своей ширины. Мелкие наездники (около 2 мм), самки с буровато-чёрным телом с зеленовато-голубоватым блестящим отливом с мелкой пунктировкой. Самцы желтоватые с крупной головой с экстремально развитыми большими мандибулами (серповидными, заострёнными на конце) и слитыми воедино мезонотумом, метанотумом и проподеумом; крылья редуцированные. Формула усиков: 11253. Крылья с сильно редуцированным жилкованием. Предположительно фитофаги и галлообразователи. Вид впервые описан в 1988 году по материалам из Австралии.